# ممارسة معمارية

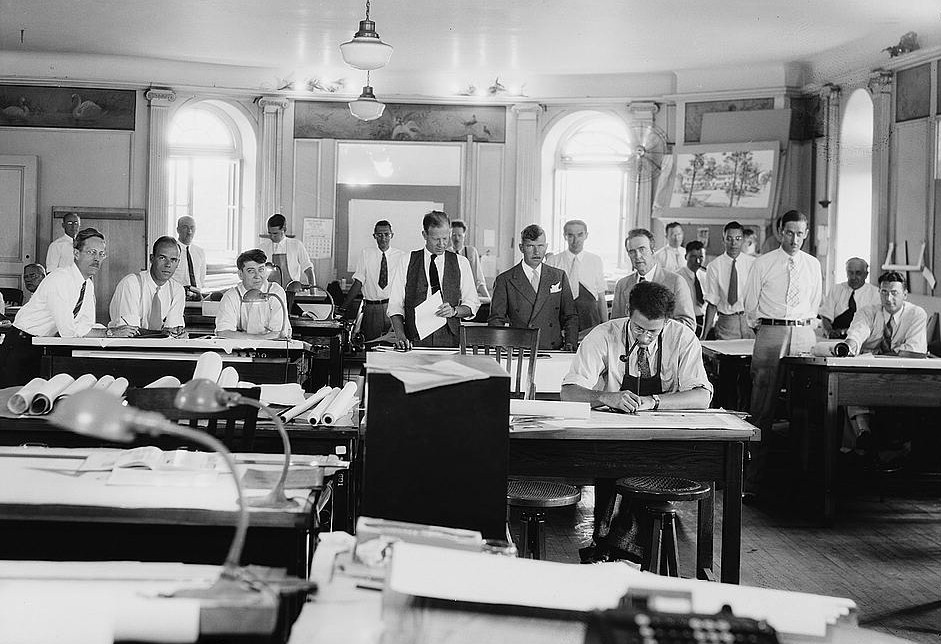
مكتب معماري من أربعينيات القرن العشرين

 الشركة المعمارية أو ممارسة معمارية هي شركة تقدم خدمات معمارية في مجال الهندسة المعمارية. توظف الشركة مهندسيها المرخصين أو تتعاقد مع خدمات المهندسين المعماريين المستقلين.

## التاريخ
المعماريون (أو رؤساء البنائين) قد وجدوا منذ وقت مبكر في التاريخ المسجل. يتضمن أول المهندسين المعماريين المسجّلين إمحوتب (حوالي 2600 قبل الميلاد) وسينيموت (عام 1470 قبل الميلاد).لا توجد كتابات لوصف كيفية أداء هؤلاء المهندسين لأعمالهم. ومع ذلك، فمن المعقول أن نفتخر بأننا نملك موظفين من المساعدين والخدم للمساعدة في صقل وتنفيذ أعمالهم.أقدم كتاب على قيد الحياة في الهندسة المعمارية،de Architectura  من قبل المهندس المعماري الروماني فيتروفيوس يصف تصميم وبناء المدن والمباني، والساعات، والآلات، لكنه لا يوفر أي معلومات حول تنظيم مساعدي المهندس المعماري.
في القرن التاسع عشر فقط بدأت ممارسة الهندسة المعمارية كمهنة بدوام كامل عندما بدأ تقديم تدريب خاص واعتماد.في الولايات المتحدة، تشارلز بولفينش هو أول شخص يُعتقد أنه عمل كمهندس محترف متفرغ.قد يكون هنري هوبسون ريتشاردسون من أوائل الذين لديهم مكتب ثابت، وقد يكون ماكيم، ومايد، ووايت أول من يشابه الشركة المعمارية الحديثة الكبيرة.أقدم شركات الهندسة المعمارية النشطة في الولايات المتحدة هي SmithGroup of Detroit و MI و Luckett و Farley of Louisville، KY ، وقد تم تأسيسهما في عام 1853.في المملكة المتحدة، تعتبر Brierley Groom أقدم ممارسة مستمرة تأسست في عام 1750 في يورك، إنجلترا.قد تكون أقدم ممارسة معمارية نشطة في العالم.

## الترخيص والاستمارة القانوني
قد يتم ترخيص المهندسين المعماريين من قبل الولايات أو المقاطعات الفردية، كما هي الحال في أستراليا وكندا والولايات المتحدة.يتم الحصول على الترخيص عادة عن طريق الجمع بين التعليم الرسمي والتدريب الداخلي والفحوصات.على الرغم من أن المهندسين المعماريين مرخصون بشكل فردي، إلا أن قوانين الولاية تسمح لهم بالانضمام معًا في أشكال مختلفة من تنظيم الأعمال.
تسمح جميع الولايات في الولايات المتحدة للمعماريين بتكوين شراكات، معظمهم يسمح للمعماريين بتشكيل الشركات أو الشركات المهنية، والبعض يسمح للشراكات ذات المسئولية المحدودة (LLPs) أو الشركات ذات المسئولية المحدودة (LLC). تطلب بعض الدول من الشركة الحصول على تسجيل لتقديم الخدمات المعمارية. البعض الآخر يتطلب فقط أن يتم تنفيذ العمل المعماري للشركة تحت الإشراف المباشر لمهندس مرخص في الدولة. تسمح بعض الولايات الأمريكية للشركات بتقديم خدمات معمارية شريطة أن يعمل موظف مرخص في الشركة كمهندس سجل لأي مشروع.
في المملكة المتحدة وبلدان أخرى، يجب أن يكون لشركة هندسة معمارية تسجيل أعمال. تحتاج الشركة إلى موظف مسجل واحد على الأقل داخل الفريق لتقديم خدمة معمارية كاملة. كما أن التأمين الخاص بالتعويض المهني إلزامي.

## المدراء
عادة ما يكون لشركة هندسة معمارية في الولايات المتحدة «مدير» واحد على الأقل، وهو مهندس معماري مرخص له هو المالك الوحيد للشركة، أو شخص لديه مصلحة ملكية مع المهندسين المعماريين الآخرين في الشركة (إما كشريك في شراكة أو كمساهم في شركة). في بعض الأحيان يكون عنوان المدير مقصورًا على المالكين الذين يمتلكون نسبة معينة من حقوق الملكية في الشركة، أو قد يتم توسيعها لتشمل أي شخص لديه دور قيادي في الشركة. قد تستخدم بعض الشركات أيضًا العنوان «المسؤول الرئيسي»، والذي يشير إلى مهندس معماري يشرف على خدمات الشركة فيما يتعلق بمشروع معين.
في المملكة المتحدة وبلدان أخرى، يكون مدير شركة الهندسة المعمارية مسؤولاً عن هذه الممارسة. وهو بصفة عامة مهندس معماري مؤهل أو تقني معماري أو مهندس أو مصمم معماري.

## المنظمة
عادة لا تملك الشركات الصغيرة التي يقل عدد أفرادها عن خمسة أشخاص هيكلًا تنظيميًا رسميًا، اعتمادًا على العلاقات الشخصية للمدراء والموظفين لتنظيم العمل. عادة ما يتم تنظيم الشركات متوسطة الحجم التي تضم من 5 إلى 50 موظفًا بشكل إداري في أقسام مثل التصميم والإنتاج وتطوير الأعمال وإدارة الإنشاءات. يمكن تنظيم الشركات الكبيرة التي تضم أكثر من 50 شخصًا على المستوى الإداري أو الإقليمي أو في استوديوهات متخصصة في أنواع المشروعات. التبديلات الأخرى موجودة أيضا.
 التطورات في تكنولوجيا المعلومات أمكنت الشركات من فتح مكاتب أو إقامة تحالفات مع شركات أخرى في أجزاء مختلفة من العالم. وهذا يجعل من الممكن تنفيذ بعض أجزاء العمل في الولايات المتحدة أو المملكة المتحدة، وأجزاء أخرى في مواقع مثل الهند أو المكسيك، على سبيل المثال. بالإضافة إلى استخدام المهنيين ذوي التكلفة المنخفضة والمهارة العالية في البلدان الآسيوية، فإنه يمكّن بعض الشركات من العمل، في الواقع، من نوبتين أو ثلاثة بسبب الاختلافات الزمنية. من المهم أن نلاحظ أن المطورين على نحو متزايد في الهند والصين يوظفون شركات أمريكية وأوروبية للعمل على التطورات المحلية. وغالبًا ما يتم تنسيقها أو التعاقد معها من الباطن من قبل شركات الهندسة المعمارية في هذه الدول - في الواقع، التعاقد الخارجي مع الشركات الأمريكية والأوروبية. وقد أدى الوضع الأخير للسوق إلى تسارع هذا الاتجاه، كما أن عددًا متزايدًا من شركات الهندسة المعمارية في الهند والصين تعمل الآن على إسناد المهام إلى المهندسين المعماريين في الغرب.
وما زالت آثار هذه الممارسات على المدى الطويل وعلى نطاق واسع على الشركات المعمارية (في جميع أنحاء العالم).